# 格林維爾鎮區 (北卡羅萊納州皮特縣)
格林維爾鎮區（英語：Greenville Township）是位於美國北卡羅萊納州皮特縣的一個鎮區。

## 地方資料
格林維爾鎮區的面積為88.57平方千米，皆為陸地。根據2020年美國人口普查的數據，當地共有人口49968人，而人口密度為每平方千米564.16人。